# Valentin Dogiel

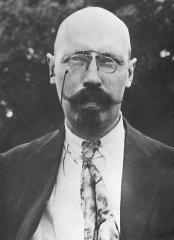
Valentin Dogiel rond 1920

Valentin Dogiel (Russisch: Валентин Александрович Догель, Valentin Aleksandrovitsj Dogel) (Kazan, 11 maart [O.S. 26 februari] 1882 – Leningrad, 1 juni 1955) was een Russisch zoöloog en hoogleraar van Poolse afkomst, die zich had gespecialiseerd in parasitologie en protozoölogie. Hij publiceerde onder meer het boek Obščaja protozoologija ('algemene protozoölogie'). In 1965 werd het in het Engels uitgebracht onder de naam General Protozoology.
Dogiel heeft veel bijgedragen op het gebied van de taxonomie van parasieten en protozoa in het algemeen. Van zijn meer dan 250 publicaties wijdde hij er 34 aan dit onderwerp. In 1929 richtte hij het faculteit voor het bestuderen van ziektes bij vissen op.
- Bibsys: 90246703
- Author citation (botany): Dogiel
- CiNii: DA02645798
- Gemeinsame Normdatei: 10272086X
- International Standard Name Identifier: 0000 0000 8136 5538
- Library of Congress Control Number: n81018467
- Nationale Bibliotheek van Letland: 000303745
- Nationale Bibliotheek van Tsjechië: js2008400517
- Nationale bibliotheek van Australië: 36504661
- Nationale Bibliotheek van Israël: 987007396022905171
- Nederlandse Thesaurus van Auteursnamen: 29049298X
- Réseau des bibliothèques de Suisse occidentale: 02-A021766633
- Système universitaire de documentation: 12089324X
- Trove: 1262479
- Virtual International Authority File: 57009452
- WorldCat: E39PBJmTp9xhXPTQcfqj8pYHG3